# مانغي كامارا
مانغي كامارا (بالفرنسية: Mangué Camara)‏ هو لاعب كرة قدم غيني في مركز الوسط، ولد في 15 سبتمبر 1982 في ماسنتا في غينيا. شارك مع منتخب غينيا لكرة القدم. أما مع النوادي، فقد لعب مع نادي روان ونادي كالوم ستار ونادي مولان.

## وصلات خارجية
- مانغي كامارا على موقع قاعدة بيانات كرة القدم.إي يو (الإنجليزية)
- مانغي كامارا على موقع ناشيونال فوتبول تيمز (الإنجليزية)